# 2022-es köztársaságielnök-választás Magyarországon
|                                             |                   |        |
| \| 2017 ← \| 2022. március 10. \| 2024 → \| |                   |        |
| 2017 ←                                      | 2022. március 10. | 2024 → |

| 2017 ← | 2022. március 10. | 2024 → |

|             |               |                                                                    |
|             |               |                                                                    |
| Elnökjelölt | Novák Katalin | Róna Péter                                                         |
| Párt        | Fidesz–KDNP   | Egységben Magyarországért (DK–Jobbik–Momentum– MSZP–Párbeszéd–LMP) |
| Szavazat    | 137           | 51                                                                 |

| Köztársasági elnök a választás előtt | Köztársasági elnök a választás után |
| Áder János                           | Novák Katalin                       |

A rendszerváltás utáni nyolcadik köztársaságielnök-választást Magyarországon 2022. március 10-én tartották.

## A választás szabályai
A 2022-es volt a harmadik államfőválasztás, amelyet az Alaptörvény 10-11 cikkeiben foglaltak alapján bonyolítottak. A választás idején a köztársasági elnök jelöléséhez a képviselők egyötödének (40 képviselő) ajánlására volt szükség. A szavazás lefolytatható volt egy, illetve több jelölttel is. (Az Alaptörvény a 40 fős ajánlási limittel legfeljebb négyre korlátozta az induló jelöltek számát.)
Az elnökválasztás legalább egy, legfeljebb kettő fordulóból állt, a választásra két egymást követő nap állt rendelkezésre. A szavazás titkos volt, a képviselők szavazólapokon adták le voksaikat. Az első fordulóban a szavazatok kétharmadának megszerzésével válhatott a jelölt köztársasági elnökké. A második fordulóban már csak ez első forduló két legtöbb szavazatot szerző jelöltje vehetett részt, az elnöki tisztség elnyeréséhez a szavazó képviselők többségének szavazata volt szükséges.
Áder Jánost 2017. március 13-án, 2017. május 10-i hatállyal választotta másodszor köztársasági elnökké a Parlament. Az Alaptörvény szerint „a köztársasági elnököt a korábbi köztársasági elnök megbízatásának lejárta előtt legalább harminc, legfeljebb hatvan nappal kell megválasztani”. Áder ötéves mandátuma 2022. május 9-én éjfélkor jár le, így az azt megelőző 30-60 napban kellett az Országgyűlésnek megválasztania az új államfőt.

## Jelöltek
Az Alaptörvény értelmében „A köztársasági elnököt e tisztségre legfeljebb egy alkalommal lehet újraválasztani.” Mivel a hivatalban lévő államfő, Áder János nem volt jelölhető újra az államelnöki posztra, mind az ellenzéki, mind a kormánypárti sajtóban több személy neve megfordult mint lehetséges államfőjelölt.

### Korai jelöltek

#### Kormánypárti esélyesek
- Trócsányi László, magyar jogtudós, ügyvéd, diplomata, egyetemi tanár. 2014 és 2019 között igazságügyi miniszter. 2019. július 2-ától az Európai Parlament képviselője.[3][4]
- Maróth Miklós, Magyar Corvin-lánccal kitüntetett, Széchenyi-díjas magyar klasszika-filológus, orientalista, egyetemi tanár, a Magyar Tudományos Akadémia alelnöke (2008–2014), előzőleg a Pázmány Péter Katolikus Egyetem Bölcsészettudományi Kar dékánja (1992–1999), 2019-től pedig az Eötvös Loránd Kutatási Hálózat – mai nevén: Magyar Kutatási Hálózat – elnöke.[4]
- Csák János, üzletember, címzetes egyetemi tanár, Magyarország korábbi Londoni nagykövete.[4]
- Kövér László, az Országgyűlés elnöke[5]

#### Ellenzéki esélyesek
- Majtényi László, korábbi adatvédelmi biztost, a baloldali ellenzék 2017-es elnökjelöltjét Molnár Gyula DK-s politikus dobta be a köztudatba.[6]
- Iványi Gábor, lelkész[7]
- Elek István, közíró[8]

### Novák Katalin jelölése
2020 októberében indultak meg a találgatások az új köztársasági elnök személyéről. Mivel Áder János második mandátuma után nem jelölhető újra és a kormányzó Fidesz-KDNP pártszövetségnek többsége volt az országgyűlésben egyértelmű volt, hogy a majdani kormánypárti jelölt kerül megválasztásra. Novák Katalin családokért felelős tárca nélküli miniszter jelöltként való megnevezése előtt Trócsányi László, jogtudós, ügyvéd volt igazságügyminiszter, európai parlamenti képviselő, Maróth Miklós klasszika-filológus, orientalista, Csák János üzletember, korábbi Londoni nagykövet és Kövér László házelnök személye is felmerült mint lehetséges kormánypárti esélyes. Orbán Viktor miniszterelnök a Fidesz elnöke, 2021. december 21-én jelentette be, hogy a Novák Katalin családokért felelős tárca nélküli minisztert jelölik köztársasági elnöknek.

### Róna Péter jelölése
2022. február 14-én az Egységben Magyarországért bejelentette, hogy Róna Pétert jelölik az államfői posztra. Márki-Zay Péter, az Egységben Magyarországért pártszövetség nevében kifejtette, hogy „Tisztában vagyunk vele, hogy a mai parlamenti viszonyok között a Fidesz könnyen megszavazza saját jelöltjét, Novák Katalint. Ugyanakkor fontosnak tartjuk, hogy az államfői tisztségre is alternatívát mutassunk”

### További jelöltek
- A Mi Hazánk Mozgalom 2021. szeptember 30-án Popély Gyula szlovákiai magyar történészt jelölte az államfői posztra.[11]
- Az Igen Szolidaritás Magyarországért Mozgalom 2022. január 5-én Pál Éva énekesnőt jelölte az államfői posztra.[12]

## Alaptörvény-módosítási javaslat
2021. április 15-én Molnár Gyula MSZP-s országgyűlési képviselő alaptörvény módosítást kezdeményezett annak érdekében, hogy Áder János államfői mandátumát hosszabbítsák meg legalább a 2022-ben esedékes országgyűlési választásokat követő 30. napig. Molnár szerint "kérdéses, miként tudja kifejezni a nemzet egységét és miként tud az államszervezet demokratikus működése felett őrködni egy köztársasági elnök, akit egy olyan, ciklusának utolsó napjait élő Országgyűlés választ meg, amely rövid időn belül talán teljesen más összetételben alakul újjá." Molnár javaslatát az LMP is támogatta.

## Közvélemény-kutatások
Az azonnali.hu közéleti hírportál 2021 májusában nem reprezentatív (3541 szavazó) kutatást végzett arról ki legyen az államfő Áder János után. A felmérés érdekessége, hogy a válaszadók 46%-a köztársasági rendszer felszámolását és a királyság intézményének helyreállítását valamint a Habsburg-ház visszahívását tartotta kívánatosnak. A második helyre a szavazatok 14,2%-val Schiffer András, az LMP alapítója, korábbi társelnöke és országgyűlési képviselője harmadik helyre pedig 5,7%-os eredménnyel Tamás Gáspár Miklós filozófus került.

## Választás
| Köztársasági elnökválasztás, 2022 (első forduló) | Köztársasági elnökválasztás, 2022 (első forduló) | Köztársasági elnökválasztás, 2022 (első forduló) | Köztársasági elnökválasztás, 2022 (első forduló) | Köztársasági elnökválasztás, 2022 (első forduló) | Köztársasági elnökválasztás, 2022 (első forduló) |
| Jelölt                                           | Jelölő párt                                      | Szavazatok száma                                 | % (összes képviselő)                             | % (összes szavazat)                              | % (érvényes szavazat)                            |
| ------------------------------------------------ | ------------------------------------------------ | ------------------------------------------------ | ------------------------------------------------ | ------------------------------------------------ | ------------------------------------------------ |
| Novák Katalin                                    | Fidesz-KDNP                                      | 137                                              | 68.84                                            |                                                  | 72.87                                            |
| Róna Péter                                       | Egységben Magyarországért                        | 51                                               | 25.63                                            |                                                  | 27.13                                            |
| Érvényes szavazat                                | Érvényes szavazat                                | 188                                              | 94.47                                            |                                                  | 100.00                                           |
| Érvénytelen szavazat                             | Érvénytelen szavazat                             | 5                                                |                                                  |                                                  |                                                  |
| Összes szavazat                                  | Összes szavazat                                  | 193                                              | 96.98                                            | 100.00                                           |                                                  |
| Nem szavazott                                    | Nem szavazott                                    | 6                                                |                                                  |                                                  |                                                  |
| Összes képviselő                                 | Összes képviselő                                 | 199                                              | 100.00                                           |                                                  |                                                  |